# Maybach HL 230 P30

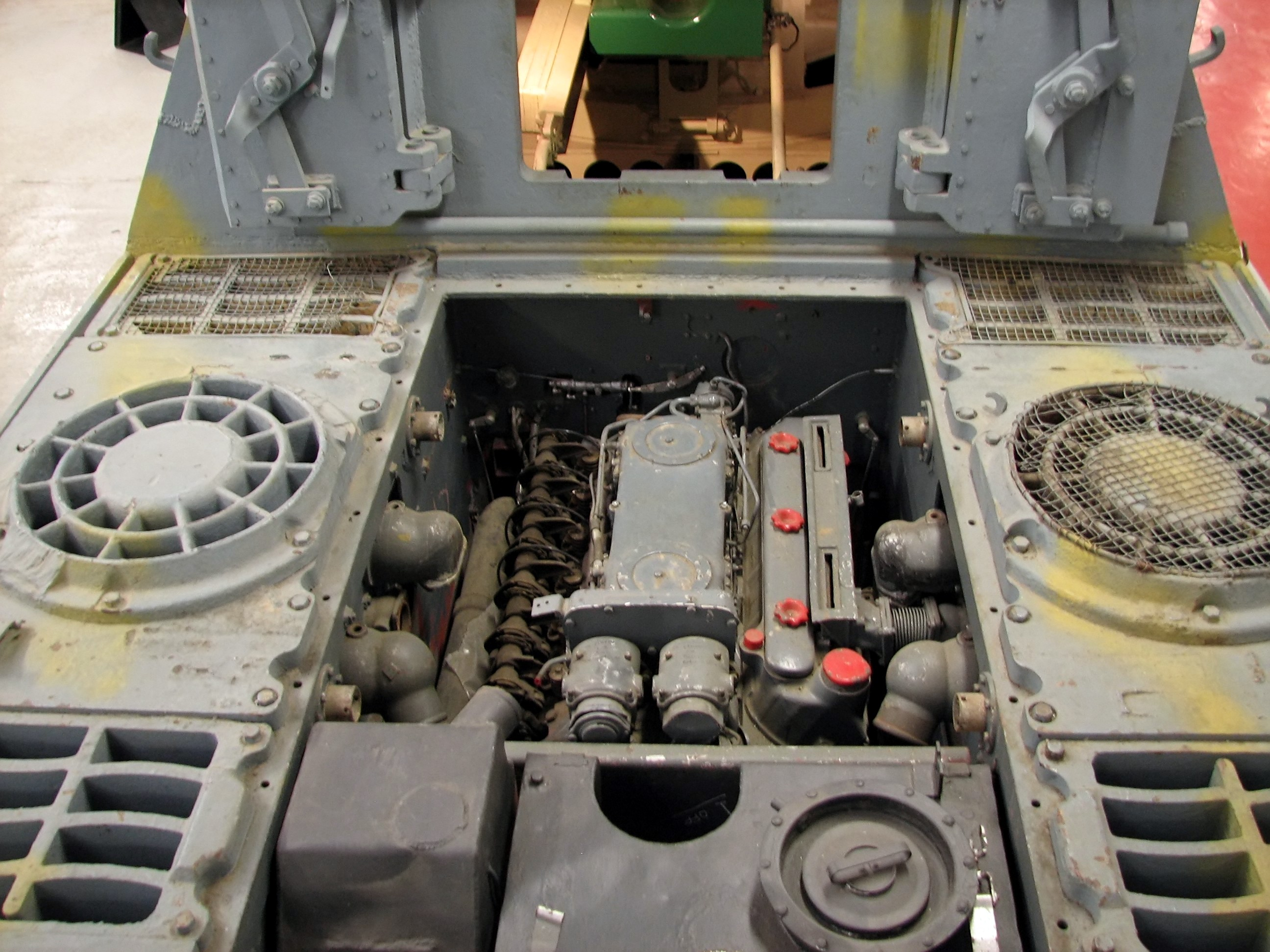
Motorul Maybach HL230 P30 montat pe Jagdtiger

Maybach HL230 este un motor V12 pe benzină proiectat de Maybach. A fost folosit în timpul celui de-Al Doilea Război Mondial. Primul model (HL230P30) a fost montat pe tancurile germane  Panther , Tiger II , Jagdpanther ,Jagdtiger. Versiunea (HL230P45) a fost montată pe Tiger I și Sturmtiger.
Denumirile motorului înseamnă următoarele: HL = Hochleistungsmotor(motor de înaltă performanță), P = Panzermotor (motor pentru tancuri).

## Descriere
HL230 a fost conceput să înlocuiască motorul V12 HL210, care avea o capacitate cilindrică de 21 de litri; acest model a fost montat pe primele 250 de tancuri Tiger I fabricate.
HL230 are o capacitate cilindrică de 23.095 litri (aproximativ 1,925 cm³ per cilindru), cu o putere maximă de 690 hp (515 kW) la 3 000 rotații pe minut. Cuplul maxim este de 1850 Nm la 2 100 rpm. Puterea motorului este de 600 PS (592 hp, 441 kW) la 2 500 rpm.
Carterul, blocul motor și chiulasa erau fabricate din fontă. Motorul cântărea 1200 kg și avea dimensiunea de 1000 x 1190 x 1310 mm. Fluxul de aer era asigurat de 4 carburatoare Solex 52JFF.
Aproximativ 9.000 de motoare Hl230 au fost fabricate în total de câtre Maybach, Auto Union și Daimler-Benz.
A fost plănuit și un sistem de injecție a benzinei. Acesta ar fi mărit puterea motorului la 986 cai putere (736 kW), dar proiectul nu s-a materializat.